# Opel Moonlight Roadster
Der unter dem Spitznamen Opel Moonlight Roadster bekannt gewordene Wagen war ein Pkw-Modell der Adam Opel AG Rüsselsheim, das 1933 hergestellt wurde.

## Geschichte und Technik
Der Opel Moonlight Roadster mit Reihensechszylindermotor und 1,8 Liter Hubraum wurde 1933 für einen Preis von 3895 Mark auf den Markt gebracht. Er ist ein sportlicher, offener Zweisitzer auf der Basis des Opel 1,8 Liter. Äußere Merkmale des Roadsters im Gegensatz zum zweisitzigen 1,8-Liter-Cabriolet sind eine gepfeilte Windschutzscheibe und Speichenräder.
Mit dem 34 PS starken Motor erreichte der 900 kg schwere Wagen eine Höchstgeschwindigkeit von 95 km/h.
Gebaut wurde die Karosserie nicht von Opel selbst, sondern von dem Karosseriebauer Deutsch in Köln.
Es entstanden 51 Fahrzeuge, von denen wahrscheinlich noch drei Exemplare existieren, deren Marktwert sich jedoch kaum bestimmen lässt.
Der Spitzname soll an die Alkoholschmuggler in den USA erinnern, die mit Fahrzeugen dieser Art bei Mondschein ungestört unter den auf Lkw ausgerichteten Zollschranken durchkamen.

## Technische Daten
| Kenngrößen                | Opel 1,8 Liter „Moonlight“ |
| ------------------------- | --- |
| Motor                     | 6-Zylinder-Viertakt-Reihenmotor, vorn eingebaut, stehende Ventile, Wasserkühlung                                                                        |
| Hubraum                   | 1792 cm³ |
| Bohrung × Hub             | 65 × 90 mm |
| Verdichtung               | 5,8 : 1 |
| Leistung                  | 34 PS (25 kW) bei 3200/min |
| Max. Drehmoment           | 100 Nm bei 1000/min |
| Getriebe                  | 3 Gänge und Rückwärtsgang |
| Fahrwerk                  | Starrachsen vorn und hinten mit Längsblattfedern und hydraulischen Hebelstoßdämpfern, seilzugbetätigte Trommelbremsen vorn und hinten, Schneckenlenkung |
| Radstand                  | 2540 mm |
| Spurweite vorn/hinten     | 1220/1260 mm |
| Maße L × B × H            | 4110 × 1510 × 1650 mm |
| Leergewicht (ohne Fahrer) | 900 kg |
| Höchstgeschwindigkeit     | 95 km/h |